# Альмань-ан-Прованс
Альма́нь-ан-Прова́нс (фр. Allemagne-en-Provence, окс. Alemanha de Provença) — коммуна во Франции, находится в регионе Прованс — Альпы — Лазурный Берег. Департамент коммуны — Альпы Верхнего Прованса. Входит в состав кантона Рье. Округ коммуны — Динь-ле-Бен.
Код INSEE коммуны — 04004.

## Население
Население коммуны на 2008 год составляло 197 человек.
| 1962 | 1968 | 1975 | 1982 | 1990 | 1999 | 2008 |
| ---- | ---- | ---- | ---- | ---- | ---- | ---- |
| 215  | 219  | 202  | 258  | 355  | 379  | 497  |

## Экономика
В 2007 году среди 323 человек в трудоспособном возрасте (15—64 лет) 217 были экономически активными, 106 — неактивными (показатель активности — 67,2 %, в 1999 году было 68,5 %). Из 217 активных работали 187 человек (101 мужчина и 86 женщин), безработных было 30 (14 мужчин и 16 женщин). Среди 106 неактивных 19 человек были учениками или студентами, 49 — пенсионерами, 38 были неактивными по другим причинам.

## Достопримечательности
- Три замка мотт: Ла-Мутто, Нотр-Дам и Сен-Марк
- Церковь Сен-Марк
- Часовня Сен-Марк

## Фотогалерея

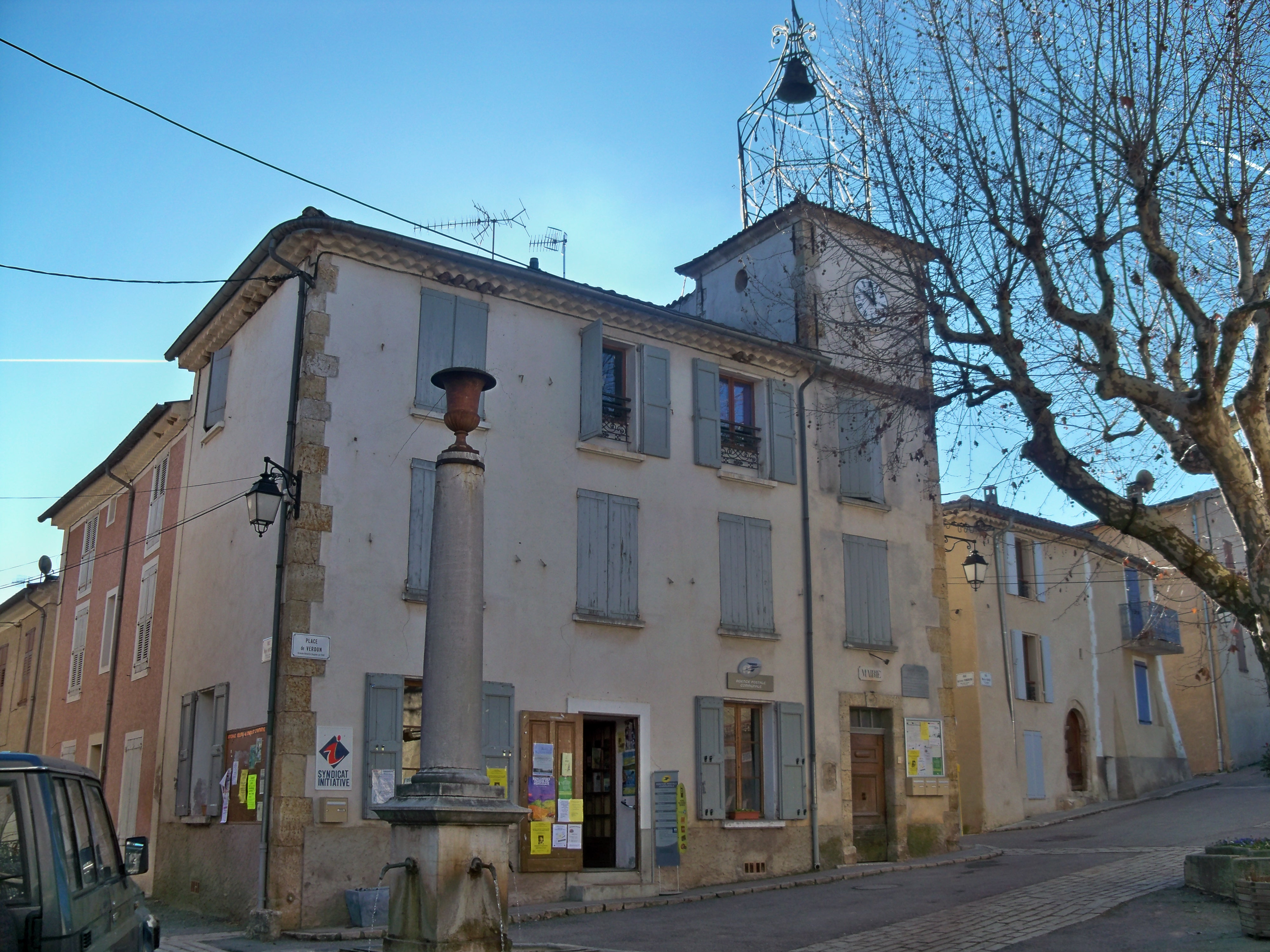
Мэрия
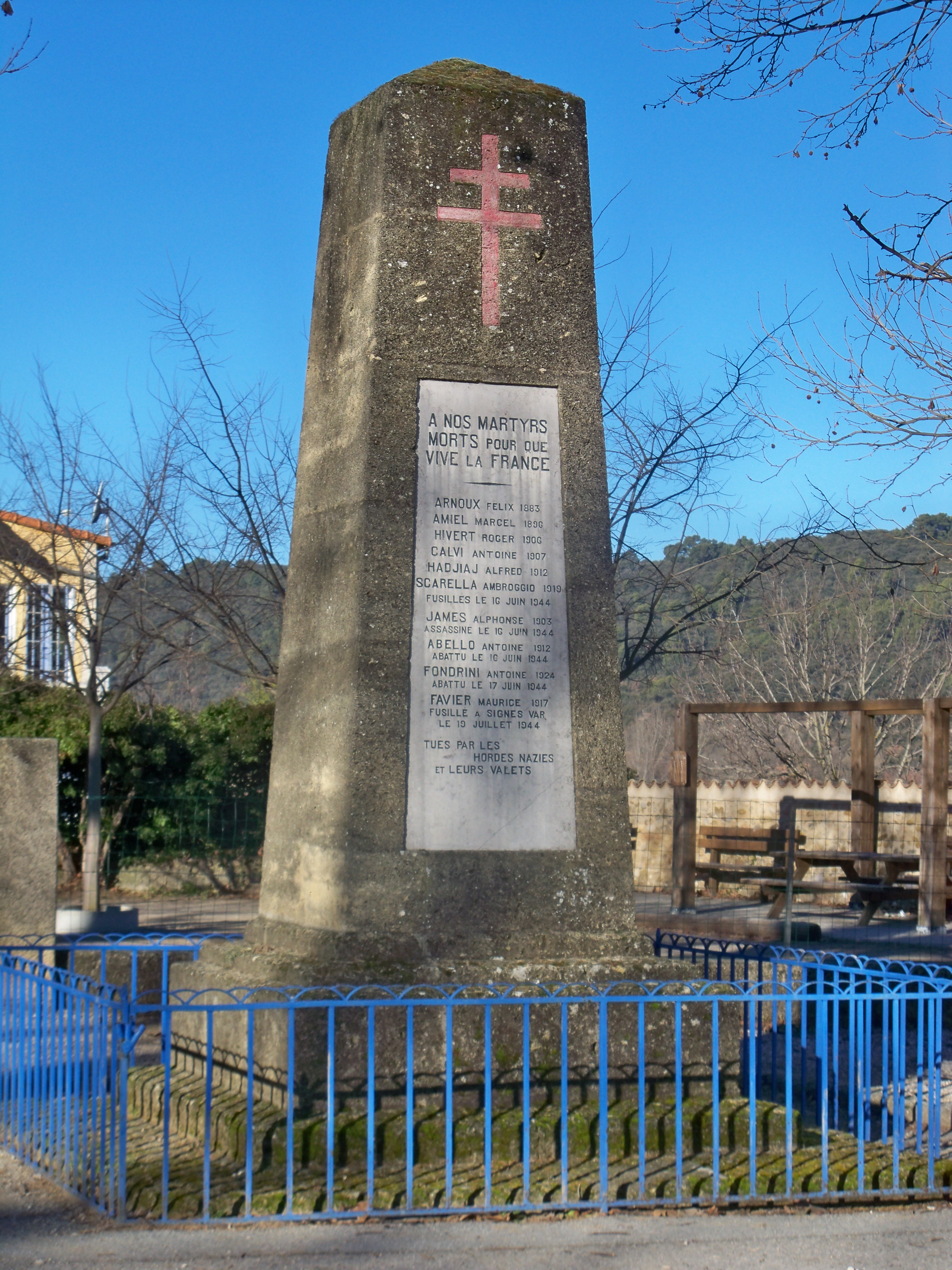
Военный монумент